# Фронт-Відділ
Фронт-Відділ (рос.:фронтотдел або фронтотдел Румчорода) або Фронтова секція або Фронтова філія — більшовицький комітет, який виник у Кишиневі в 1918 році в контексті розпаду Російської імперії та початку громадянської війни в Росії, пов'язаний з РУМЧОРОД (Центральний Виконавчий Комітет Рад Румунського фронту, Чорноморського флоту та Одеської області), більшовицький революційний орган, тимчасово розташований на півдні України та контролював території губернаторств Бессарабії, Херсонщини та Тавриди (що увійшла до складу Одеської Радянської Республіки).
Метою цього комітету було створення військового штабу для керівництва румунським фронтом і виведення звідти російських військ. Таким чином, керівники Фронт-відділу проводили активну пропаганду і збирали групи, сформовані дезертирами з фронту, з метою формування частин Червоної Армії, обрали своє військове керівництво і вирішили не виконувати накази генерала Дмитра Щербачова чи від Української Центральної Ради. Пізніше, однак, місія забезпечення виведення російських підрозділів з Молдови була залишена, і цей орган разом з радянською владою підготував повстання проти Сфатул Церій та Ради генеральних директорів Бессарабії.

## Формування

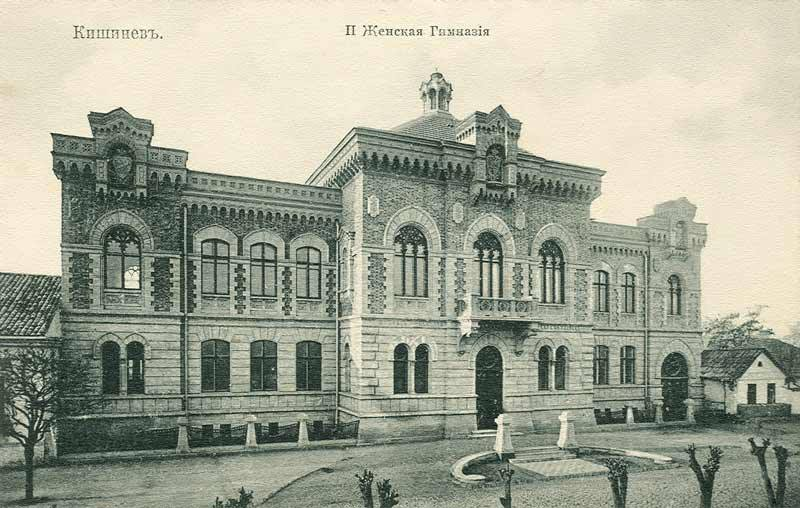
Будівля жіночої гімназії № 2 у Кишиневі (пізніше перейменована на середню школу для дівчат «Принцеси Наталії Дадіані»), де оселився Фронт-Отдел.

Слідом за резолюцією, прийнятою на другому з'їзді РУМЧОРОД від 10/23 грудня 1917 р., резолюцією, яка засуджувала 27 грудня 1917 р./9 січня 1918 р. Сфатул Церій в Кишиневі, були прислали кілька більшовиків, які належали до жорсткої лінії. Вони прибули до Кишинева 28 грудня 1917 р./10 січня 1918 р. і оселилися в будинку вищої жіночої школи «Княгині Наталії Дадіані». Їхньою метою було очолити боротьбу проти Сфатул Церій. Комітет встановив зв'язок з міською радою і зумів переконати її членів у необхідності термінових і рішучих заходів.

## Перші дії

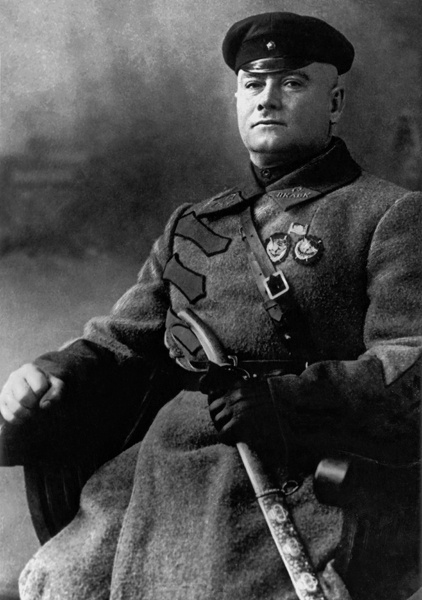
Григорій Котовський у 1919 році

Після усунення командира Кишинівського гарнізону Іліє Кетерау, який сприяв дестабілізації Бессарабської армії, що формувалася, арештувавши його за погодженням з керівниками Молдовського блоку, які також хотіли його позбутися, фронт-відділпроголосив своє верховенство. Так, у ніч з 31 грудня 1917 р./13 січня 1918 р. на 1/14 січня 1918 р. озброєні більшовики зайняли стратегічні пункти міста, такі як телеграф і залізничний вокзал. Комітет також видав перший наказ 1/14 січня 1918 року. У цьому наказі сповіщалося про створення Ради Румунського фронту та Одеського гарнізону і наказувалося всім організаціям підкорятися лише фронт-відділу та Главковеру (штабу). Зі свого боку всі російські військові установи в Яссах разом із пов'язаними з ними частинами мали бути переведені до Кишинева з усією матеріальною базою. Головою цього органу було обрано Войку Перпера, тоді як Філіп Левеншон став командиром гарнізону російських військ у Кишиневі. В. Каабак перебрав командування кавалерією, а Григорій Котовський — генеральним штабом. Оскільки він не мав достатнього володіння територією, комітет спочатку не атакував безпосередньо Сфатул Церій, хоча через вжиті маневри він прямо кинув їй виклик щодо здійснення повноважень.
Спочатку члени комітету (Войку Перпер, В. Каабак, Філіп Левенсон і Григорій Котовський) пообіцяли владі нової Молдовської Демократичної Республіки, що повноваження Фронт-відділу обмежуватиметься лише російськими військовими питаннями і що вона «не буде втручатися у внутрішні справи Бессарабії». Проте вмілою пропагандою, підпорядкованою меті встановлення більшовицького режиму, членам комітету вдалося мобілізувати російські частини в центрі Бессарабії проти Сфатул Церій. У такий спосіб у Кишиневі та сусідніх з ним районах розповсюджувалися прокламації, які звинувачували керівників Державної ради в «проданні Бессарабії Румунії, яка встановить румунський царизм». На його підтримку виступили 75 і 260 російські полки. так, внаслідок висунутих соціальних гасел Фронт-відділ отримав контроль над цивільним населенням і армією, під його вплив потрапили Ради солдатських, робітничих і селянських депутатів.
Перебуваючи в меншості, більшовики таким чином пропонували використати розпорошені російські війська, дезертирів і населення, мобілізоване гаслом «Мир і земля!», щоб спробувати контролювати Кишинів і Бессарабію. Поступово керівники комітетів узурпували керівні посади в кількох місцевих радах. Не маючи змоги мирно контролювати Сфатул Церій та уряд, Фронт-відділ у співпраці з Радами почав готувати військовий переворот, щоб повалити ці інституції.

## Спроба військового перевороту

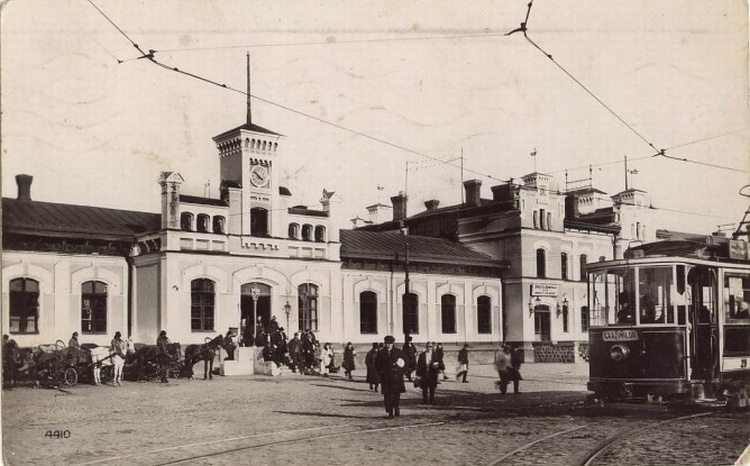
На вокзалі Кишинева стався збройний інцидент між військами Фронт-відділу та загоном трансільванців з Києва.

Спроба державного перевороту, про яку йде мова, почалася за вказівкою РУМЧОРОД наступного дня після того, як більшовики взяли під свій контроль міський гарнізон і влада Фронт-Відділу була визнана місцевою радою. Переворот був прискорений запланованим від'їздом 6/19 січня 1918 року бессарабської делегації на мирні переговори до Брест-Литовська, оскільки вона мала висловити заяви про незалежність Молдавської Демократичної Республіки проти колишньої імперії.
Таким чином, 5/18 січня 1918 року більшовицькі війська під командуванням Фронт-Відділу практично окупували Кишинів. 6 січня було оголошено стан облоги. Також було створено Народний суд і заарештовано кількох членів Крайової ради, названих «недемократичними». Також після початку силової операції проти молдавських лідерів, також 6/19 січня 1918 року, загін арделенців, який прибув з Києва на підтримку Сфатул Церій, був атакований більшовицькими військами на кишинівському залізничному вокзалі.
Період анархії тривав до 13/26 січня 1918 року, коли авангард дивізії під проводом генерала Ернеста Броштяну увійшов до Кишинева, що змусило більшовиків втекти до Бендер.